# ISO 3166-2:CS
ISO 3166-2:CS é a entrada para Sérvia e Montenegro em ISO 3166-2, parte do padrão ISO 3166 publicado pela Organização Internacional para Padronização (ISO), que define códigos para os nomes das principais subdivisões de todos os países codificados em ISO 3166-1.
Sérvia e Montenegro foi oficialmente atribuída a ISO 3166-1 alfa-2 código CS antes que foi dissolvida 
em 2006, e a entrada foi excluída da ISO 3166-2, como resultado. As duas repúblicas, Montenegro (em sérvio:  Crna Gora) e Sérvia (em sérvio:  Srbija), tornaram-se independente e agora estão oficialmente atribuído a ISO 3166-1 alfa-2 códigos ME e RS, respectivamente. Antes de 2003, o nome do país era a Jugoslávia, e foi oficialmente atribuída a ISO 3166-1 alfa-2 código YU.
Observe que enquanto o ISO 3166-1 alfa-2 código CS foi usado para representar a Tchecoslováquia, antes de ser dissolvido em 1993, este é anterior a primeira publicação da ISO 3166-2, em 1998.

## Mudanças
As seguintes alterações para a entrada foram anunciadas em boletins pela ISO 3166/MA desde a primeira publicação 
da ISO 3166-2, em 1998:
| Boletim | Data da publicação    | Descrição da alteração no boletim                                                                           | Mudanças de Código/Subdivisão                                                   |
| ------- | --------------------- | --- | ------------------------------------------------------------------------------- |
| I-1     | 21 de junho de 2000   | Atualização da informação da fonte.                                                                         |                                                                                 |
| I-5     | 5 de setembro de 2003 | Mudança de ISO elemento de código 3166-1 país e nome do país (de acordo com a norma ISO 3166-1 Boletim V-8) | Códigos: YU- → CS-                                                              |
| I-8     | 17 de abril de 2007   | Supressão de um antigo país (de acordo com a norma ISO 3166-1 Boletim V-12)                                 | Subdivisões excluídas: Duas repúblicas, duas províncias autônomas (veja abaixo) |

## Códigos excluídos no Boletim I-8
| Código | Subdivisão | Subdivisão categoria |
| ------ | ---------- | -------------------- |
| CS-CG  | Crna Gora  | república            |
| CS-SR  | Srbija     | república            |

| Código | Subdivisão      | Subdivisão categoria | Na república |
| ------ | --------------- | -------------------- | ------------ |
| CS-KM  | Kosovo-Metohija | província autónoma   | SR           |
| CS-VO  | Voivodina       | província autónoma   | SR           |